# Ansonia kraensis
Ansonia kraensis – gatunek tajskiego płaza bezogonowego z rodziny ropuchowatych (Bufonidae).

## Systematyka
Gatunek ten został opisany w 2005 roku przez Matsuiego, Khonsue i Nabhitabhatę. Miejsce typowe to wodospad Punyaban w prowincji Ranong w Tajlandii. Gatunek zalicza się do rodzaju Ansonia, będąc jednym z 10 spotykanych w Tajlandii przedstawicieli tego rodzaju płazów spośród 38 gatunków rodzaju Ansonia w ogólności. Umiejscowienie tego rodzaju w obrębie rodziny ropuchowatych (Bufonidae) stanowi przedmiot debaty, wydaje się on bliskim krewnym rodzaju Pelophryne i uznawanej tylko przez niektórych autorów podrodziny Adenominae.

## Rozmieszczenie geograficzne
Płaz ten należy do gatunków endemicznych. Spotykano go jedynie na terenie Tajlandii (Azja Południowo-Wschodnia). Występuje jedynie na południu kraju – na Półwyspie Malajskim. Żyje w okolicy przesmyku Kra; jak dotąd stwierdzono go jedynie z prowincji Ranong i Phang Nga, ale możliwe, że jego zasięg występowania jest szerszy.

## Ekologia
Siedliskiem tego gatunku jest las. Autorzy jego opisu spotkali te ropuchy siedzące na liściach niskich traw w pobliżu brzegu potoku. Zwierzęta te znajdowano też w odległości do 30 m od brzegu strumienia.

## Cykl życiowy
Rozród opisywanej ropuchy zachodzi w wodzie. Występuje forma larwalna, czyli kijanka, rozmnażająca się w środowisku wodnym: w strumieniach.

## Status zagrożenia i ochrona
Międzynarodowa Unia Ochrony Przyrody (IUCN) od 2017 roku uznaje Ansonia kraensis za gatunek najmniejszej troski (LC, ang. Least Concern); wcześniej, od 2008 roku klasyfikowała go jako gatunek niedostatecznie rozpoznany (DD, Data Deficient).
Niewiele wiadomo o liczebności gatunku, w latach 1997–2006 był on jednak stosunkowo często spotykany. Jego liczebność spada z powodu utraty środowiska naturalnego (wylesiania) związanej z rozwojem rolnictwa.
Płaza tego nie spotkano jak dotąd na obszarach chronionych, ale prawie na pewno na terenie niektórych z nich występuje.
IUCN zauważa konieczność dalszych badań w celu lepszego poznania gatunku.